# Tsaractenus
Tsaractenus är ett släkte av loppor. Tsaractenus ingår i familjen smågnagarloppor.
Kladogram enligt Catalogue of Life:
| Tsaractenus | \| \| Tsaractenus grenierri \| \| \| \| \| \| Tsaractenus rodhaini \| \| \| \| |
|             | \| \| Tsaractenus grenierri \| \| \| \| \| \| Tsaractenus rodhaini \| \| \| \| |
|             | Tsaractenus grenierri                                                          |
|             |                                                                                |
|             | Tsaractenus rodhaini                                                           |
|             |                                                                                |